# Särskilda föranslutningsprogrammet för jordbruket och landsbygdens utveckling
Särskilda föranslutningsprogrammet för jordbruket och landsbygdens utveckling (engelska: Special Accession Programme for Agriculture and Rural Development, Sapard) var ett föranslutningsstöd för de medlemsstater som anslöt sig till Europeiska unionen mellan 2004 och 2013. Stödet inrättades 1999 och syftade till att hjälpa de anslutande staterna med att anpassa sitt jordbruk och sin jordbrukspolitik till unionens villkor. Sapard ersattes, liksom övriga föranslutningsstöd, av Instrumentet för stöd inför anslutningen (IPA) den 1 januari 2007.